# 파푸아뉴기니의 행정 구역
다음은 파푸아뉴기니의 행정 구역에 관한 서술이다.